# Basaltpark (Bad Marienberg)

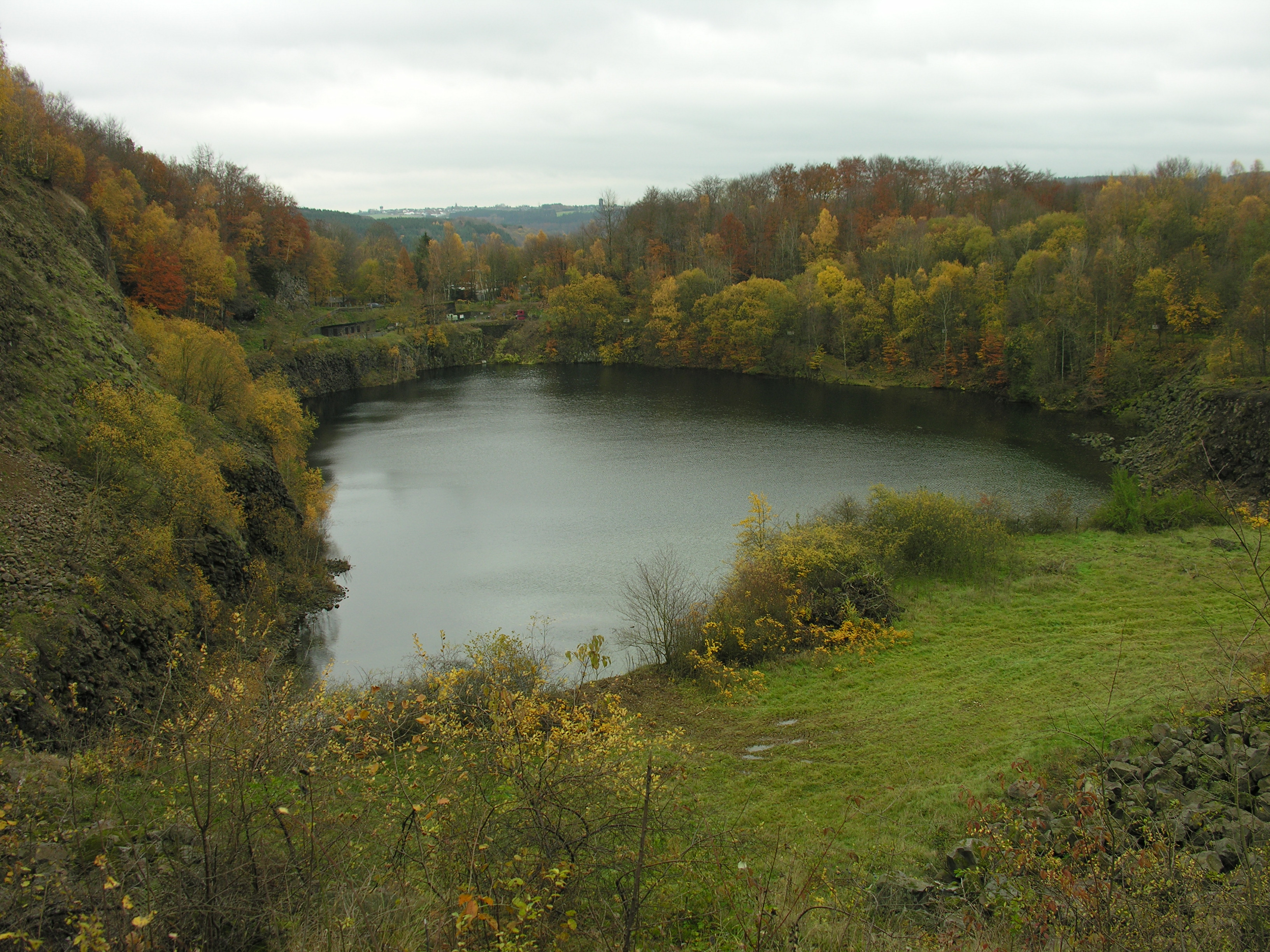
Der Basaltpark in Bad Marienberg

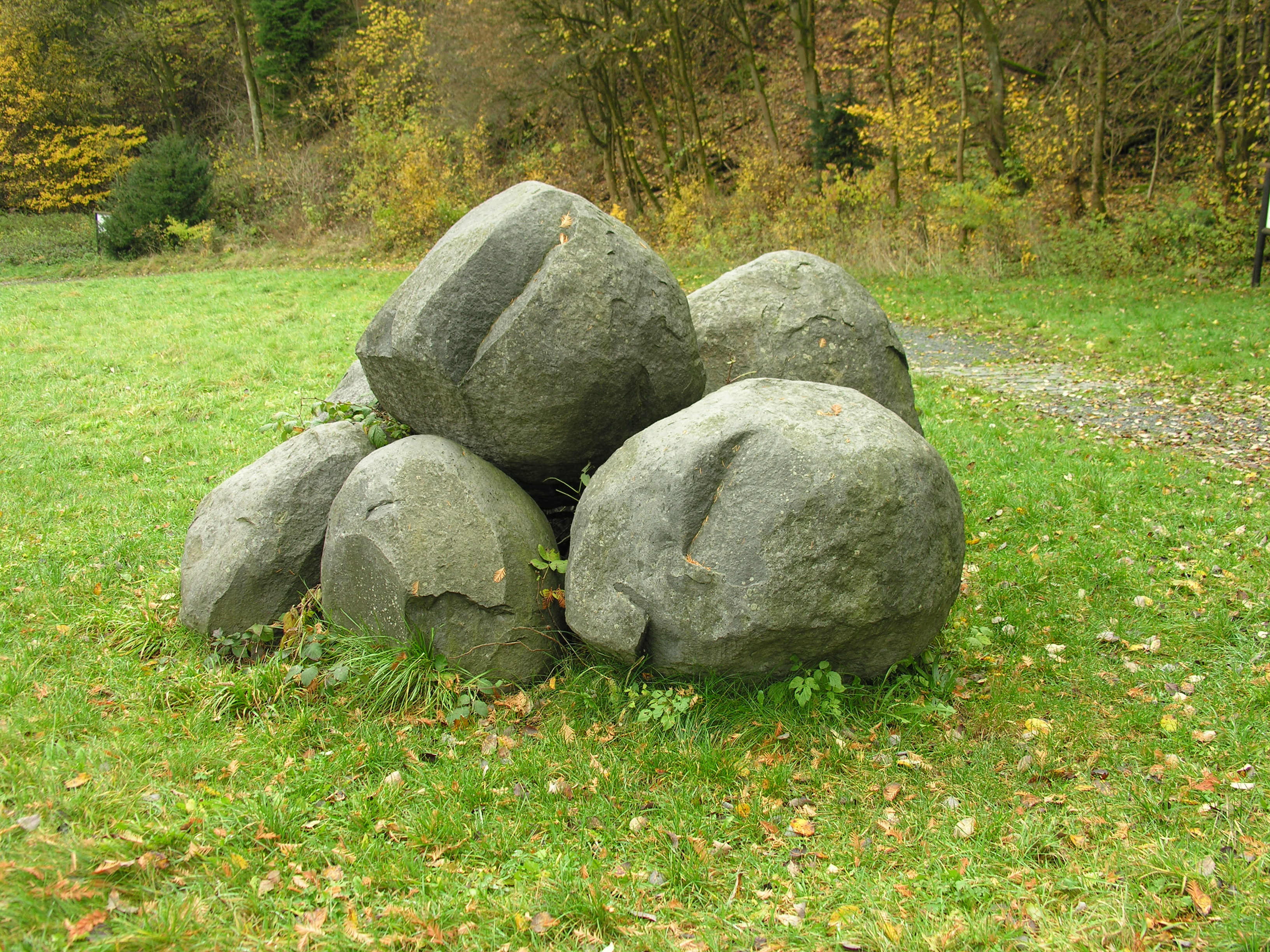
Kugelbasalt, eine Verwitterungsform von Basalt, ausgestellt im Basaltpark

Das Geotop Basaltpark ist ein rekultivierter ehemaliger Basaltsteinbruch bei Bad Marienberg im Westerwald.

## Beschreibung
Das Freilichtmuseum ermöglicht Einblicke in die Vulkantätigkeit der Region vor etwa 25 Millionen Jahren. Der Park repräsentiert die Geschichte des Basaltabbaus, der in den vergangenen Jahrhunderten eine wichtige wirtschaftliche Rolle für die Bürger in und um Bad Marienberg spielte. Im Basaltpark werden die geologischen Vorgänge und früheren Abbaumethoden dokumentiert.
Der Basaltpark ist eine Außenstelle des Landschaftsmuseums Westerwald und ein Geopunkt des Geoparks Westerwald-Lahn-Taunus. Oberhalb des Basaltparks befindet sich der Wildpark Bad Marienberg.
Rund um den rekultivierten Steinbruch lassen sich die verschiedenen Arten und Kristallisationsformen des Basaltes erkennen. Charakteristisch dafür sind fünf- oder sechseckige Säulen in verschiedenen Stärken und Höhen, die häufig in „Meilerstellung“ sichtbar sind.
Der Basaltpark ist jederzeit frei zugänglich. Ein Eintritt wird nicht erhoben.

## Lehrpfad

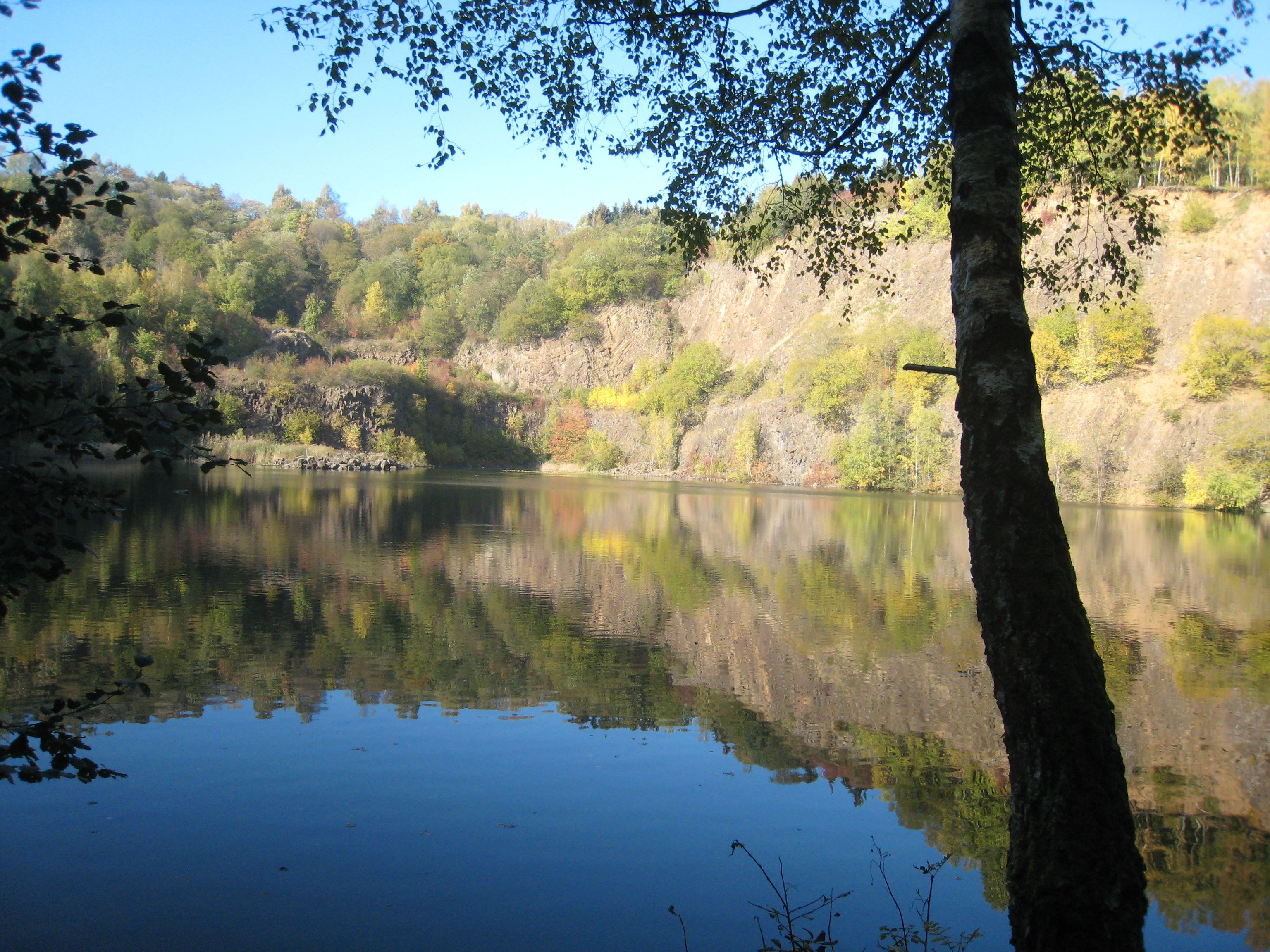
Bad Marienberg Basaltpark

Im tiefstgelegenen Teil des ehemaligen Abbaubereiches hat sich ein See gebildet. An diesem entlang führt ein Lehrpfad, an dem Basalt verschiedener Formen, zum Beispiel Säulenbasalt, ausgestellt wird. Das Freilichtmuseum informiert auf Schautafeln über die Vulkantätigkeit in der Region vor 25 Millionen Jahren und deren Entstehung. Auch ist dargestellt, wie Basalt früher im Tagebau abgebaut und weiterverarbeitet wurde. So sind alte Loren und Kleinlokomotiven zu sehen, die in Basaltbrüchen im Westerwald verwendet wurden, und es wird über die Arbeit der Kipper in den Basaltbrüchen informiert.